# 1980年の鉄道
1980年の鉄道（1980ねんのてつどう）とは、1980年（昭和55年）に起こった鉄道関係の出来事をまとめたページである。
1979年の鉄道 - 1980年の鉄道 - 1981年の鉄道

## 出来事の一覧

### 1月
- 1月5日
  - 鉄道庁
    - （新駅開業）  新里門駅（京元電鉄線 城北駅 - 外大前駅間）

### 2月
- 2月1日
  - 台湾鉄路管理局
    - （路線延長）  北廻線 蘇澳新駅 - 和平駅間(39.8km)
    - （新規開業） 永春駅、永楽駅、東澳駅、南澳駅、武塔駅、漢本駅
- 2月6日
  - 日本国有鉄道
    - （複線化）  鹿児島本線 薩摩松元駅 - 上伊集院駅間(2.4km)

### 3月
- 3月3日
  - 日本国有鉄道
    - （電化） 草津線 草津駅 - 柘植駅 (36.7km・直流1500V)
    - （電化） 桜井線 奈良駅 - 高田駅 (29.4km・直流1500V)
    - （電化） 和歌山線 王寺駅 - 五条駅 (35.8km・直流1500V)
    - （新駅開業）  三郷駅（関西本線 王寺駅 - 河内堅上駅間）
- 3月12日
  - 西武鉄道
    - （複線化）  新宿線 南大塚駅 - 脇田信号場間(2.7km)
- 3月15日
  - 日本国有鉄道
    - 鉄道旅客営業路線全線の完乗を目標とするキャンペーン「いい旅チャレンジ20,000km」が開始される（1990年3月14日まで）。
- 3月16日
  - 東京都交通局
    - （路線延長）  新宿線 新宿駅（新線） - 岩本町駅間(7.3km)
    - （新駅開業）  新宿駅（新線）、新宿三丁目駅、曙橋駅、市ヶ谷駅、九段下駅、小川町駅（新宿線）

  - 京阪電気鉄道
    - （複々線化） 京阪本線 寝屋川信号所 - 門真市駅間
- 3月27日
  - 帝都高速度交通営団
    - （路線延長）  有楽町線 銀座一丁目駅 - 新富町駅間(0.7km)
    - （新駅開業）  新富町駅（有楽町線）
- 3月29日
  -  ハンガリーブダペスト交通会社
    - （路線延長） 3号線 ナジヴァーラド広場駅 - ケーバーニャ・キシュペシュト駅間 (4.9km)
    - （新駅開業）  ネープリゲト駅、エチェリ通り駅、ポチョス通り駅、ハタール通り駅、ケーバーニャ・キシュペシュト駅

### 4月
- 4月1日
  - 日本国有鉄道
    - （駅移転・駅名改称）  町田駅←原町田駅（横浜線）

  - 富山地方鉄道
    - （路線廃止）  射水線 新富山駅 - 新港東口駅間(14.4km)
    - （駅廃止） 富山北口駅、八ヶ山駅、八町駅、布目駅、鯰鉱泉前駅、四方駅、打出駅、本江駅、練合駅、海老江駅、射北中学校前駅、堀岡駅、新港東口駅（射水線）

  - 鉄道庁
    - （新駅開業）  回基駅（京元電鉄線 外大前駅 - 清凉里駅間）
- 4月23日
  - 近畿日本鉄道
    - （新駅開業）  萩の台駅（生駒線 南生駒駅 - 東山駅間）

### 6月
- 6月5日
  - 名古屋鉄道
    - （路線延長）  知多新線 野間駅 - 内海駅間(4.1km)
    - （新駅開業）  内海駅（知多新線）
- 6月23日
  - 弘南鉄道
    - （新駅開業）  柏農高校前駅（弘南線 平賀駅 - 津軽尾上駅間）

### 7月
- 7月9日
  - 日本国有鉄道
    - （複線化）  日豊本線 豊後豊岡駅 - 亀川駅間(3.6km)

### 9月
- 9月14日
  - 北陸鉄道
    - （路線廃止）  能美線 鶴来駅 - 新寺井駅間(16.7km)
    - （駅廃止） 本鶴来駅、岩本駅、灯台笹駅、宮竹駅、三ツ口駅、加賀岩内駅、火釜駅、来丸駅、辰口温泉駅、上開発駅、徳久駅、湯谷石子駅、加賀佐野駅、末信牛島駅、本寺井駅、寺井西口駅、五間堂駅、中ノ庄駅、加賀福岡駅、新寺井駅（能美線）
- 9月26日
  - 新潟交通
    - （新駅開業）  東青山駅（電車線 東関屋駅 - 平島駅間）
- 9月27日
  - 日本国有鉄道
    - （複線化）  横浜線 町田駅 - 淵野辺駅間(5.5km)

### 10月
- 10月1日
  - 日本国有鉄道
    - （新駅開業）  千歳空港駅（現・南千歳駅）（千歳線 美々駅 - 千歳駅間）
    - （新駅開業）  新川崎駅（東海道本線（品鶴線） 品川駅 - 横浜駅間）
    - （新駅開業）  東戸塚駅（横須賀線 保土ケ谷駅 - 戸塚駅間）
    - （新駅開業）  名古屋貨物ターミナル駅（東海道本線貨物支線（通称：西名古屋港線） 笹島駅 - 西名古屋港駅間）
    - （電化）  室蘭本線 室蘭駅 - 東室蘭駅 - 沼ノ端駅間(74.9km・交流20,000V・50Hz)
    - （電化）  千歳線 沼ノ端駅 - 苗穂駅間 (60.2km・交流20,000V・50Hz)
    - （旅客営業開始）  東海道本線（品鶴線） 品川駅 - 鶴見駅間 (17.8km)
    - （駅廃止） 尼崎市場駅、堀川口駅
    - （貨物営業廃止） 山陽本線（和田岬線） 兵庫駅 - 和田岬駅間(2.7km)
    - （駅名改称） 新南陽駅←周防富田駅（山陽本線）
- 10月11日
  - アムステルダムメトロ
    - （新駅開業）  ニーウマルクト駅 （アムステルダム中央駅 - ワーテルロー広場駅間）
- 10月31日
  - ソウル特別市地下鉄本部
    - （新規開業）  2号線 新設洞駅 - 総合運動場駅(14.3km)
    - （新駅開業）  聖水駅、華陽駅（現・建大入口駅）、九宜駅、江辺駅、城内駅（現・蚕室ナル駅）、蚕室駅、新川駅、総合運動場駅、基地駅（現・龍踏駅）、新踏駅

### 11月
- 11月1日
  - 日本国有鉄道
    - （駅名改称）  古川駅←陸前古川駅（陸羽東線）

  - 西日本鉄道
    - （路線廃止）  北九州線（北方線） 魚町停留場 - 北方停留場間
    - （駅廃止） 旦過橋停留場、市立小倉病院前停留場、弘庵橋停留場、香春口停留場、小倉座前停留場、三萩野停留場、総合グラウンド前停留場、木町通停留場、片野本町停留場、片野停留場、片野新町停留場、城野駅前停留場、富士見町停留場、城野停留場、記念館前停留場、北方車庫前停留場、北方本町停留場、北方一丁目停留場、競馬場前停留場、北方停留場（北九州線）
- 11月27日
  - 大阪市営地下鉄
    - （路線延長）  谷町線 天王寺駅 - 八尾南駅間(10.5 km)
    - （新駅開業）  文の里駅、田辺駅、駒川中野駅、平野駅、喜連瓜破駅、出戸駅、長原駅、八尾南駅（谷町線）
- 11月28日
  - 南海電気鉄道
    - （路線廃止）  平野線 今池停留場 - 平野停留場間(5.9km)
    - （駅廃止） 飛田停留場、苗代田停留場、文ノ里停留場、股ヶ池停留場、田辺停留場、駒川町停留場、中野停留場、西平野停留場、平野停留場（平野線）
    - （新規開業） 今船停留場（阪堺線 今池停留場 - 松田町停留場間）

### 12月
- 12月1日
  - 南海電気鉄道
    - （路線譲渡） 阪堺線 恵美須町駅 - 浜寺駅前停留場(14.1km)（阪堺電気軌道に譲渡）
    - （路線譲渡） 上町線 天王寺駅前停留場 - 住吉公園駅(4.6km)（阪堺電気軌道に譲渡）
    - （駅譲渡） 恵美須町駅、南霞町停留場、今池停留場、今船停留場、松田町停留場、北天下茶屋停留場、聖天坂停留場、天神ノ森停留場、東玉出停留場、塚西停留場、東粉浜停留場、住吉鳥居前停留場、細井川停留場、安立町停留場、我孫子道停留場、大和川停留場、高須神社停留場、綾ノ町停留場、神明町停留場、妙国寺前停留場、花田口停留場、大小路停留場、宿院停留場、寺地町停留場、御陵前停留場、東湊停留場、石津停留場、船尾停留場、浜寺駅前停留場（阪堺線）
    - （駅譲渡） 天王寺駅前停留場、阿倍野停留場、松虫停留場、東天下茶屋停留場、北畠停留場、姫松停留場、帝塚山三丁目停留場、帝塚山四丁目停留場、神ノ木停留場、住吉公園駅（上町線）
    - （駅譲渡） 住吉停留場（阪堺線・上町線）

  - 阪堺電気軌道
    - （路線譲受） 阪堺線 恵美須町駅 - 浜寺駅前停留場(14.1km)（南海電気鉄道から譲受）
    - （路線譲受） 上町線 天王寺駅前停留場 - 住吉公園駅(4.6km)（南海電気鉄道から譲受）
    - （駅譲受） 恵美須町駅、南霞町停留場、今池停留場、今船停留場、松田町停留場、北天下茶屋停留場、聖天坂停留場、天神ノ森停留場、東玉出停留場、塚西停留場、東粉浜停留場、住吉鳥居前停留場、細井川停留場、安立町停留場、我孫子道停留場、大和川停留場、高須神社停留場、綾ノ町停留場、神明町停留場、妙国寺前停留場、花田口停留場、大小路停留場、宿院停留場、寺地町停留場、御陵前停留場、東湊停留場、石津停留場、船尾停留場、浜寺駅前停留場（阪堺線）
    - （駅譲受） 天王寺駅前停留場、阿倍野停留場、松虫停留場、東天下茶屋停留場、北畠停留場、姫松停留場、帝塚山三丁目停留場、帝塚山四丁目停留場、神ノ木停留場、住吉公園駅（上町線）
    - （駅譲受） 住吉停留場（阪堺線・上町線）

## 主なダイヤ改正
- 3月16日
  - 東京都交通局・京王帝都電鉄
    - （相互直通運転開始） 新宿線と京王線で相互直通運転開始。
- 3月17日
  - 西武鉄道
- 3月18日
  - 近畿日本鉄道
- 3月23日
  - 京阪電気鉄道（京阪本線・宇治線・交野線）
- 4月7日
  - 名古屋鉄道（津島線）
- 6月5日
  - 名古屋鉄道（名古屋本線・常滑線・河和線・知多新線）
- 10月1日
  - 日本国有鉄道

## 鉄道車両

### 新系列・新形式
- 日本国有鉄道
  - 145系電車
  - 193系電車
  - 200系電車
  - タキ20350形貨車
  - タキ23500形貨車
  - ホキ10000形貨車
- 東武鉄道
  - 5050系電車
- 西武鉄道
  - 301系電車
- 帝都高速度交通営団
  - 8000系電車
- 東京急行電鉄
  - 8090系電車
- 小田急電鉄
  - 7000形電車
- 湘南モノレール
  - 400形電車
- 長野電鉄
  - 10系電車
- 名古屋鉄道
  - モ880形電車
- 名古屋市交通局
  - 5000形電車
- 京都市交通局
  - 10系電車
- 近畿日本鉄道
  - 8800系電車
  - 12410系電車
- 阪急電鉄
  - 7000系電車
- 神戸新交通
  - 8000型電車
- 岡山電気軌道
  - 7000型電車
- 広島電鉄
  - 3500形電車
- 福岡市交通局
  - 1000系電車
- 長崎電気軌道
  - 2000形電車
- 鉄道庁
  - 9900系電車
- ソウル特別市地下鉄本部
  - 2000系電車
- 九広鉄路
  - メトロキャメル電車
- アッチソン・トピカ・アンド・サンタフェ鉄道等
  - GP50形ディーゼル機関車
- イギリス国有鉄道
  - 315形電車
- マッターホルン・ゴッタルド鉄道
  - Ge4/4形電気機関車

### 譲渡形式
- 上信電鉄←西武鉄道
  - 100形電車
- 大井川鉄道（現・大井川鐵道）←西武鉄道
  - ナロ80形客車

### 消滅形式
- 日本国有鉄道
  - ツ4000形貨車

### 受賞
- 第23回ブルーリボン賞 - 江ノ島電鉄 1000形電車
- 第20回ローレル賞 - 北総開発鉄道 7000形電車、名古屋鉄道 100系電車、富山地方鉄道 14760形電車